# Müller Cecília
Müller Cecília Györgyi (1958. november 27. –) magyar orvos, 2018-tól országos tisztifőorvos, a Nemzeti Népegészségügyi és Gyógyszerészeti Központ (NNGYK) vezetője, a Koronavírus-járvány Elleni Védekezésért Felelős Operatív Törzs tagja. 2021-ben a Forbes magazin szerint a 8. legbefolyásosabb magyar nő.

## Életpályája
1984-ben a Pécsi Orvostudományi Egyetem Általános Orvosi Karán cum laude minősítéssel szerzett diplomát. Négy szakvizsgával (üzemorvostan, háziorvostan, közegészségtan-járványtan, megelőző orvostan és népegészségtan) rendelkezik. Felsőfokú német és középfokú angol nyelvvizsgával rendelkezik.
Dunaújvárosban a Szent Pantaleon Kórház II. sz. Belgyógyászati osztályán volt kórházi orvos, a Mezőfalvi Mezőgazdasági Kombinátban üzemorvos, majd nagyvenyimi háziorvos (1991–1996), azután dunaújvárosi tisztifőorvos. 2010-től néhány hónapon át a Közép-Dunántúli Régió tisztifőorvosaként irányította az ajkai vörösiszap-katasztrófa következményeinek elhárítását, amiért a Fejér Megyei Kormányhivatal Népegészségügyi Szakigazgatási Szervének megyei tisztifőorvosaként, 2011 februárjában a Pro Sanitate díjat kapta meg, majd 2011. október 4-én dr. Faludi Gáborral, az Országos Tisztifőorvosi Hivatal gyorsreagálási főosztályának vezetőjével együtt, miniszteri elismerésben részesült.
A Nemzeti Egészségfejlesztési Intézet (NEFI) által kiadott „Egészségfejlesztés” című folyóirat kiadásért felelős szerkesztőségi tagja. 2009 óta a nagyvenyimi Nagyboldogasszony Plébánia világi lelkipásztori munkatársa.
2011-től a Fejér Megyei Kormányhivatal Népegészségügyi Főosztályának vezetője, majd 2018. december 1-től kinevezték a Nemzeti Népegészségügyi Központ vezetőjének és országos tisztifőorvos lett.
2020-ban a Nemzeti Népegészségügyi Központ (NNK) az országos tisztifőorvos vezetésével vesz részt a Koronavírus-járvány Elleni Védekezésért Felelős Operatív Törzs munkájában, így az országos tisztifőorvos ebben a tisztségében a járvány során a hivatalos sajtótájékoztatók egyik résztvevője lett.
Férjével, Zseli Józseffel, aki szintén orvos, az egyetemen ismerkedett meg, két gyermekük (Márta, Máté) és három unokájuk van lányuk révén.

## Díjai, elismerései
- Pro Sanitate díj (2011)[9]
- Honvédelemért Kitüntető Cím (I. osztály; 2013)[8][17]
- Nagyvenyim díszpolgára (2015)[4]
- Fenyvessy-emlékérem (2015)[18][19]
- Népegészségügyért Emlékérem (2015)[20][21]
- Szent Adalbert-díj (2020)[22]
- Szent István-emlékérem (2020)[23]
- Cornelius életműdíj (2020)[24][25]
- Családokért díj (2021)[26]
- Semmelweis Ignác-díj (2022)[27]
- Az Egészségügyi Világszervezet (WHO) legmagasabb fokozatú kitüntetése (2022)[28]
- A Magyar Érdemrend tisztikeresztje (2025)